# Campionat Sud-americà de futbol de 1937
El Campionat sud-americà de futbol de 1937 fou la catorzena edició del Campionat sud-americà i es disputà a Buenos Aires, Argentina entre el 27 de desembre de 1936 i l'1 de febrer de 1937.

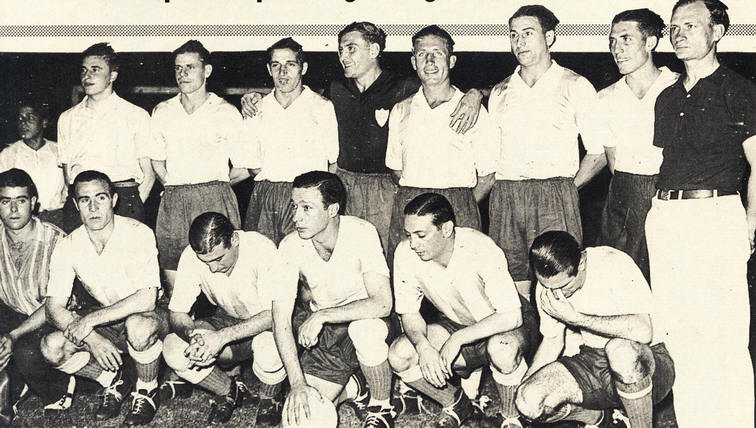
Selecció argentina campiona.

Les seleccions que hi prengueren part foren Argentina, Brasil, Xile, Paraguai, Perú, i Uruguai.
Bolívia, i Colòmbia (nou membre de la CONMEBOL) no participaren en la competició.

## Estadis
| Buenos Aires               | Buenos Aires           |
| -------------------------- | ---------------------- |
| Estadio Gasómetro de Boedo | Estadio Alvear y Tagle |
| Capacitat: 75.000          | Capacitat: 40.000      |
|                            |                        |

## Ronda final
Cada equip va jugar una vegada contra cada rival. Al guanyador se li concedien 2 punts, els empats repartien un punt per cada equip, i els perdedors sumaven 0 punts.
| Equip     | PJ | PG | PE | PP | GF | GC | DG | Pts |
| --------- | -- | -- | -- | -- | -- | -- | -- | --- |
| Argentina | 5  | 4  | 0  | 1  | 12 | 5  | +7 | 8   |
| Brasil    | 5  | 4  | 0  | 1  | 17 | 9  | +8 | 8   |
| Uruguai   | 5  | 2  | 0  | 3  | 11 | 14 | −3 | 4   |
| Paraguai  | 5  | 2  | 0  | 3  | 8  | 16 | −8 | 4   |
| Xile      | 5  | 1  | 1  | 3  | 12 | 13 | −1 | 3   |
| Perú      | 5  | 1  | 1  | 3  | 7  | 10 | −3 | 3   |

Com Brasil i Argentina acabaren empatats, es disputà un desempat entre ambdós.
| Brasil                                   | 3–2 | Perú                              |
| ---------------------------------------- | --- | --------------------------------- |
| Roberto 7' · Afonsinho 30' · Niginho 57' |     | T. Fernández 55' · Villanueva 58' |

| Argentina        | 2–1 | Xile     |
| ---------------- | --- | -------- |
| Varallo 30', 43' |     | Toro 73' |

| Paraguai                                                          | 4–2 | Uruguai         |
| ----------------------------------------------------------------- | --- | --------------- |
| A. Ortega 9' · A. González 35' · Erico 38' (pen.) · A. Ortega 79' |     | Varela 16', 28' |

| Brasil                                                                | 6–4 | Xile                                       |
| --------------------------------------------------------------------- | --- | ------------------------------------------ |
| Patesko 2', 26' · Carvalho Leite 6' · Luisinho 35', 40' · Roberto 68' |     | Avendaño 19' · Toro 25', 73' · Riveros 40' |

| Uruguai                                   | 4–2 | Perú                              |
| ----------------------------------------- | --- | --------------------------------- |
| Camaití 16' · Varela 31', 56' · Píriz 79' |     | T. Fernández 29' · Magallanes 40' |

| Argentina                                           | 6–1 | Paraguai        |
| --------------------------------------------------- | --- | --------------- |
| Scopelli 5', 54' · García 8' · Zozaya 33', 75', 82' |     | A. González 86' |

| Uruguai | 0–3 | Xile                                |
| ------- | --- | ----------------------------------- |
|         |     | Toro 17' · Arancibia 59' · Toro 83' |

| Brasil                                                    | 5–0 | Paraguai |
| --------------------------------------------------------- | --- | -------- |
| Patesko 31', 67' · Luisinho 42', 51' · Carvalho Leite 59' |     |          |

| Argentina  | 1–0 | Perú |
| ---------- | --- | ---- |
| Zozaya 55' |     |      |

| Paraguai                                   | 3–2 | Xile         |
| ------------------------------------------ | --- | ------------ |
| Amarilla 5' · Flor 47' · Núñez Velloso 78' |     | Toro 8', 32' |

| Brasil                                       | 3–2 | Uruguai                    |
| -------------------------------------------- | --- | -------------------------- |
| Carvalho Leite 36' · Bahia 72' · Niginho 77' |     | Villadóniga 1' · Píriz 66' |

| Perú               | 2–2 | Xile                     |
| ------------------ | --- | ------------------------ |
| J. Alcalde 1', 26' |     | Torres 16' · Carmona 70' |

| Argentina                | 2–3 | Uruguai                               |
| ------------------------ | --- | ------------------------------------- |
| Varallo 63' · Zozaya 68' |     | Ithurbide 5' · Píriz 51' · Varela 58' |

| Paraguai | 0–1 | Perú        |
| -------- | --- | ----------- |
|          |     | Lavalle 43' |

| Argentina  | 1–0 | Brasil |
| ---------- | --- | ------ |
| García 48' |     |        |

### Desempat
| Argentina             | 2–0 (pr.) | Brasil |
| --------------------- | --------- | ------ |
| De la Mata 102', 112' |           |        |

| P              |  | Bello      |  |       |
| D              |  | Tarrío     |  |       |
| D              |  | Fazio      |  |       |
| C              |  | Sastre     |  |       |
| C              |  | Lazzatti   |  |       |
| C              |  | Martínez   |  |       |
| A              |  | Guaita     |  |       |
| A              |  | Varallo    |  | Surt  |
| A              |  | Zozaya     |  | Surt  |
| A              |  | Cherro     |  | Surt  |
| A              |  | García     |  |       |
| Substitucions: |  |            |  |       |
| C              |  | de la Mata |  | Entra |
| C              |  | Ferreyra   |  | Entra |
| C              |  | Peucelle   |  | Entra |
| Entrenador:    |  |            |  |       |
| Seoane         |  |            |  |       |

| P              |  | Jurandir       |  |       |
| D              |  | Carnera        |  |       |
| D              |  | Jaú            |  |       |
| C              |  | Britto         |  |       |
| C              |  | Brandão        |  |       |
| C              |  | Afonsinho      |  |       |
| A              |  | Roberto        |  | Surt  |
| A              |  | Luisinho       |  | Surt  |
| A              |  | Cardeal        |  | Surt  |
| A              |  | Tim            |  |       |
| A              |  | Patesko        |  |       |
| Substitucions: |  |                |  |       |
| A              |  | Carreiro       |  | Entra |
| A              |  | Bahia          |  | Entra |
| A              |  | Carvalho Leite |  | Entra |
| Entrenador:    |  |                |  |       |
| Pimenta        |  |                |  |       |

## Resultat
| Campionat Sud-americà 1937 |
| -------------------------- |
| Argentina                  |
| Argentina Cinquè títol     |

## Golejadors

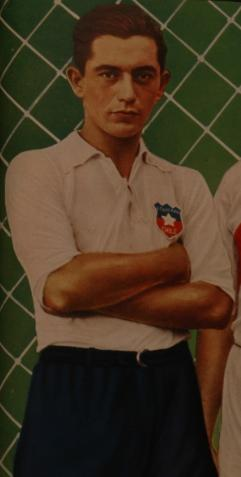
El xilè Raúl Toro fou el màxim golejador.

7 gols
- Raúl Toro

5 gols
- Alberto Zozaya
- Severino Varela

4 gols
- Luisinho
- Patesko

3 gols
- Francisco Varallo
- Carvalho Leite
- Juan Píriz

2 gols
- Vicente de la Mata
- Enrique García
- Alejandro Scopelli
- Niginho
- Roberto
- Aurelio González
- Amadeo Ortega
- Teodoro Fernández
- Jorge Alcalde

1 gol
- Afonsinho
- Bahia
- Manuel Arancibia
- José Avendaño
- Arturo Carmona
- Guillermo Riveros
- Guillermo Torres
- Juan Amarilla
- Adolfo Erico
- Martín Flor
- Raúl Núñez Velloso
- Alejandro Villanueva
- Adelfo Magallanes
- Jose María Lavalle
- Adelaido Camaiti
- Eduardo Ithurbide
- Segundo Villadóniga